# ヴァジャ・クチシュビリ
ヴァジャ・クチシュビリ（グルジア語: ვაჟა ხუციშვილი、Vazha Khutsishvili、1993年6月27日 - ）は、ジョージアのラグビーユニオン選手。

## プロフィール
- ジョージア・ルスタヴィ出身[1]。
- ポジションはスクラムハーフ(SH)。
- 身長 165cm、体重 73kg
- ジョージア代表キャップは24（2025年4月現在）でラグビーワールドカップ2015のジョージア代表に選ばれた[2]。

## 略歴
2013年、ルスタヴィ・クハレヴィに加入。